# Fight Song (canción de Rachel Platten)
«Fight Song» es una canción grabada por la cantante y compositora estadounidense Rachel Platten, lanzada como sencillo por Columbia Records el 13 de febrero de 2015. Aparece en su extended play (EP) del mismo nombre (2015) y en su álbum discográfico principal de estudio, y tercero en general, Wildfire (2016). Platten coescribió la canción con Dave Bassett y Jon Levine.
La canción llegó al número seis en el Billboard Hot 100 y también alcanzó el número uno de las listas de éxitos de Adult Contemporary y Adult Pop Songs. Fuera de los Estados Unidos, «Fight Song» encabezó las listas en el Reino Unido y también alcanzó el top 10 de las listas de sencillos en Australia, Canadá, Nueva Zelanda y la República de Irlanda y en la lista de las 20 mejores en Eslovaquia. Ha vendido dos millones de copias en los Estados Unidos, obteniendo una certificación doble de platino por parte de la RIAA.

## Antecedentes
Rachel Platten dijo de su inspiración: «"Fight Song" se inspiró en muchas experiencias que me lastimaban y que me hacían sentir que tal vez no tenía una oportunidad en esta industria. Lo escribí porque tenía que recordarme que creía en mí misma. No importaba qué, todavía iba a hacer música, incluso si era en pequeña escala, incluso si fuera solo para mí». Ella también dijo: «Realmente me desafié a mí misma al escribir en los últimos años para ser vulnerable en mis letras. No quería patinar más allá de lo que estaba doliendo. No me asustaba ser vulnerable porque creo que es cuando consigues algo grandioso»,

## Composición
En la versión publicada en Musicnotes.com por Platten Music Publishing, la partitura está en la tecla de Sol mayor con un tempo moderado de 88 latidos por minuto. La canción sigue una progresión de acordes def G – G5/F♯ – Em – Csus2, y la voz de Platten abarca desde G3 hasta E5.

## Recepción crítica
«Fight Song» recibió críticas positivas de los críticos, y acordó que el mensaje positivo de la canción y la voz de Platten eran las características más fuertes de la canción. Una reseña de Markos Papatados de Digital Journal dijo: «Las letras de "Fight Song" son cautivadoras y tiran de las fibras del corazón. Es una canción de su EP Fight Song, que se lanzó el 15 de mayo. Las voces de Platten son nítidas e impresionantes, donde el oyente puede recordar a cantantes como Taylor Swift y Tristan Prettyman. Sus letras son poderosas y pintan una imagen vívida en la mente de sus oyentes».

## Recepción comercial
La canción se grabó por primera vez en Australia, debutando en 35 en el ARIA Charts el 12 de abril de 2015. La canción finalmente alcanzó su punto máximo en el número 2 en Australia el 12 de julio de 2015. Más tarde alcanzó el número 8 en Nueva Zelanda después de ser versionado por primera vez como un sencillo de caridad por el top 12 de The X Factor.
La canción debutó en la lista Billboard Hot 100 del 2 de mayo de 2015 en el número 80, convirtiéndose en la primera entrada de Platten en la lista. El 18 de julio de 2015, la canción entró en el top 10 en el número 10, convirtiéndose en su primer top 10. El 19 de agosto de 2015, la canción finalmente alcanzó el número 6. También alcanzó ventas de doble platino en los Estados Unidos, vendiendo más de 2 millones de copias en el país de origen de Platten. «Fight Song» también alcanzó el puesto número uno en la lista Billboard Adult Top 40 durante 4 semanas, el número uno en la lista Billboard Adult Contemporary durante 4 semanas, número 3 en la lista Billboard Digital Songs, número 6 en la lista Billboard Radio Songs, y el número 8 en la lista de Pop Songs. En otros lugares, alcanzó el número 5 en el Billboard Canadian Hot 100.
En el Reino Unido, la canción saltó del número sesenta y ocho al primero de la lista UK Singles Chart el 28 de agosto de 2015, para la semana que finalizó el 3 de septiembre de 2015, convirtiéndose en la primera canción de Platten y en la lista de los diez más populares general, en Gran Bretaña.
En la República de Irlanda, la canción alcanzó su punto máximo en el número seis en el Irish Singles Chart.
El 25 de abril de 2016, esta canción alcanzó el número nueve en la lista Billboard Japan Hot 100.

## Video musical
Un video musical de acompañamiento dirigido por James Lees fue lanzado el 19 de mayo de 2015. La filmación duró cuatro días. Platten dijo sobre el concepto: «Quería que mi video mostrara ambos lados de eso, mi miedo y mi dolor, pero también esperaba mostrar que a veces para vencer las batallas simplemente tenemos que dejarlas ir».

## Presentaciones en vivo

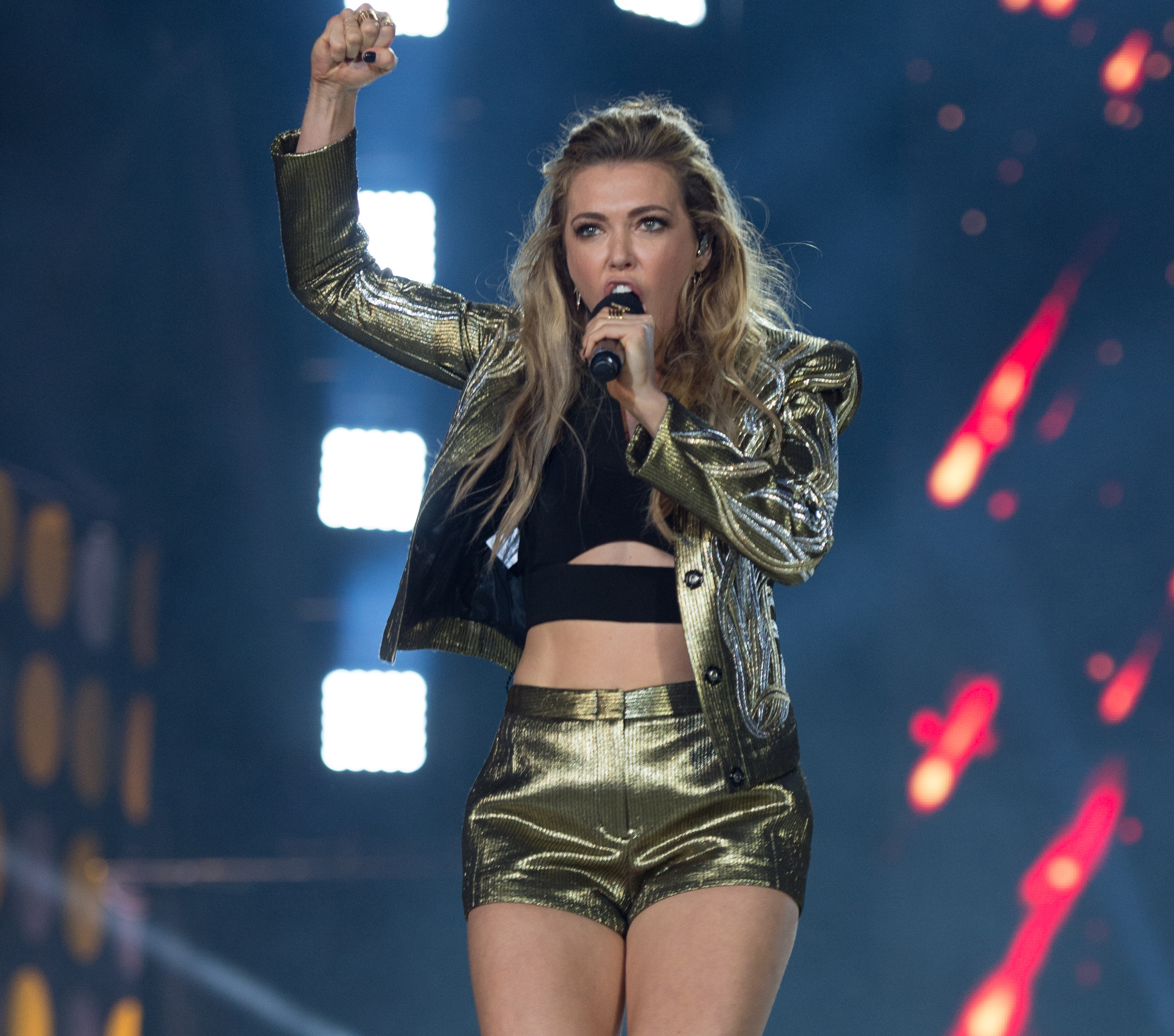
Platten interpretando «Fight Song» en la ceremonia de clausura de los Invictus Games de 2016.

El 25 de abril de 2015, Platten presentó la canción por primera vez en los Radio Disney Music Awards de 2015. También apareció como invitada especial durante el The 1989 World Tour de Taylor Swift en Filadelfia el 13 de junio de 2015, donde ella y Swift interpretaron «Fight Song» juntas. El 16 de agosto de 2015, Platten interpretó la canción en los Teen Choice Awards 2015 en Los Ángeles. El 12 de julio de 2016, presentó «Fight Song» en el Juego de estrellas de las Grandes Ligas de Béisbol 2016 en Petco Park en San Diego, donde los fanáticos del béisbol y los jugadores levantaron tarjetas con los nombres de personas que sabían que estaban luchando contra el cáncer para dedicar el rendimiento para ellos. En la víspera de Año Nuevo 2016-17, Platten cantó la canción como parte de su formación durante las festividades de la Bola de Times Square en Times Square, en la ciudad de Nueva York, que encabezó conjuntamente.

## Uso en los medios
- La canción ha aparecido en los programas de televisión Revenge y Pretty Little Liars, además de publicidades para automóviles Ford y la entonces serie de televisión de CBS, Supergirl.
- «Fight Song» fue nombrada la canción oficial de la campaña «Rise Above Cancer» de 2015 que apareció en la mayoría de los programas de la WWE durante todo el mes de octubre como parte de la asociación de la compañía con Susan G. Komen.
- La canción ha sido utilizada en una serie de anuncios de televisión de Ford para sus líneas de SUV, el Ford Edge 2015 y el Ford Explorer 2016.
- «Fight Song» fue nombrada la canción oficial del Campeonato Mundial Femenino IIHF 2016 UHL celebrado en St. Catharines, Ontario, Canadá. Cada juego se abrió con imágenes de los países participantes, así como con los abanderados que representaban a cada país en el centro del hielo mientras se tocaba la canción.
- La canción fue utilizada con frecuencia por Hillary Clinton en los eventos de su campaña para las elecciones presidenciales de 2016 junto con el lema «Luchando por nosotros».[19][20]
- Calysta Bevier cantó «Fight Song» durante su audición para la undécima temporada de  America's Got Talent en 2016. Bevier también cantó la misma canción en un concurso de talentos de la escuela secundaria, que llegó a convertirse en un video viral, llegando a The Ellen DeGeneres Show cantando la misma canción con Rachel Platten.[21]
- Una versión a capela de la canción fue lanzada para la Convención Nacional Demócrata de 2016 por Elizabeth Banks, presentando a algunos de sus coprotagonistas de Pitch Perfect, entre ellos, Ben Platt, Chrissie Fit, Ester Dean, Hana Mae Lee, John Michael Higgins, Kelley Jakle, Mike Tompkins, Shelley Regner, junto con celebridades como Aisha Tyler, Alan Cumming, America Ferrera, Billy Porter, Connie Britton, Ellen Greene, Eva Longoria, Garrett Clayton, Ian Somerhalder, Idina Menzel, Jaime King, Jane Fonda, Jesse Tyler Ferguson, Josh Lucas, Julie Bowen, Kathy Najimy, Kristin Chenoweth, Mandy Moore, Mary McCormack, Mary-Louise Parker, Nikki Reed, Renée Fleming, Rob Reiner, Sia, T. R. Knight y Platten misma.[22]
- La canción también aparece en la película de 2018, Peter Rabbit, durante una escena en la que Bea (Rose Byrne) baila y escucha la canción mientras Thomas y Peter pelean con explosivos.
- Desde 2017, la canción ha sido utilizada como el tema de apertura de The Stephanie Miller Show, que se transmite en varios mercados de Estados Unidos y en el Progress Channel 127 de SiriusXM.

## Lista de canciones
Descarga digital – sencillo
1. «Fight Song» – 3:22
2. «Lone Ranger» – 3:07

Otras versiones
- Dave Aude Remix
- Dave Aude Radio Edit
- DJ Mike D Remix
- DJ Mike D Radio Mix

## Posicionamiento en listas
| Lista (2015–16)                             | Posición más alta |
| ------------------------------------------- | ----------------- |
| Alemania (Offizielle Deutsche Charts)       | 76                |
| Australia (ARIA)                            | 2                 |
| Austria (Ö3 Austria Top 40)                 | 13                |
| Bélgica (Flandes) (Ultratop 50)             | 26                |
| Bélgica (Valonia) (Ultratip Bubbling Under) | 6                 |
| Canadá (Canadian Hot 100)                   | 5                 |
| Canadá (Billboard Canada AC)                | 1                 |
| Canadá (Billboard Canada CHR/Top 40)        | 17                |
| Canadá (Billboard Canada Hot AC)            | 3                 |
| Escocia (Scottish Singles Sales Chart)      | 1                 |
| Eslovaquia (Rádio Top 100)                  | 15                |
| Eslovaquia (Singles Digitál Top 100)        | 35                |
| España (Top 100 Canciones)                  | 36                |
| Estados Unidos (Billboard Hot 100)          | 6                 |
| Estados Unidos (Adult Contemporary)         | 1                 |
| Estados Unidos (Adult Top 40)               | 1                 |
| Estados Unidos (Mainstream Top 40)          | 8                 |
| Europa (Euro Digital Songs)                 | 4                 |
| Francia (SNEP)                              | 89                |
| Irlanda (IRMA)                              | 6                 |
| Italia (FIMI)                               | 100               |
| Japón (Japan Hot 100)                       | 9                 |
| Japón (Billboard Japan Hot Overseas)        | 1                 |
| Japón (Billboard Japan Radio Songs)         | 1                 |
| Nueva Zelanda (Recorded Music NZ)           | 8                 |
| Países Bajos (Mega Single Top 100)          | 75                |
| Polonia (Polish Airplay Top 100)            | 10                |
| Polonia (Polish Airplay New)                | 1                 |
| Reino Unido (UK Singles Chart)              | 1                 |
| República Checa (Rádio Top 100)             | 20                |
| República Checa (Singles Digitál Top 100)   | 19                |
| Suecia (Sverigetopplistan)                  | 56                |
| Suiza (Schweizer Hitparade)                 | 38                |

| Lista (2015)                          | Posición |
| ------------------------------------- | -------- |
| Australia (ARIA)                      | 21       |
| Canadá (Canadian Hot 100)             | 23       |
| Estados Unidos (Billboard Hot 100)    | 20       |
| Estados Unidos (Adult Contemporary)   | 9        |
| Estados Unidos (Adult Top 40)         | 2        |
| Estados Unidos (Mainstream Top 40)    | 40       |
| Nueva Zelanda (Recorded Music NZ)     | 42       |
| Reino Unido (Official Charts Company) | 65       |

| Lista (2016)                        | Posición |
| ----------------------------------- | -------- |
| Estados Unidos (Adult Contemporary) | 14       |

## Certificaciones
| País | Certificación | Ventas    |
| --- | ------------- | --------- |
| Australia (ARIA) | 5× Platino    | 350,000^  |
| Canadá (Music Canada) | 3× Platino    | 30,000^   |
| Estados Unidos (RIAA) | 3× Platino    | 2,803,000 |
| Italia (FIMI) | Oro           | 25,000‡   |
| Nueva Zelanda (RMNZ) | Oro           | 7,500*    |
| Polonia (ZPAV) | 2× Platino    | 40,000*   |
| Reino Unido (BPI) | Platino       | 600,000‡  |
| Suecia (GLF) | Oro           | 20,000^   |
| *cifras de ventas basadas únicamente en la certificación ^cifras de envíos basadas únicamente en la certificación xcifras no especificadas basadas únicamente en la certificación |               |           |